# Ludovic Sylvestre
Ludovic Sylvestre (Le Blanc-Mesnil, 5 febbraio 1984) è un ex calciatore francese, di ruolo centrocampista.

## Caratteristiche tecniche
È un centrocampista di interdizione, dotato di buona tecnica individuale e capace di inserirsi senza palla, fa comunque della dinamicità il suo punto di forza.

## Carriera
Ludovic Sylvestre ha cominciato a giocare in squadre come l'Amical Courvilloise, l'Amicale Lucé Football, il Chartres e il Clairefontaine, trasferendosi poi ai professionisti dell'Guingamp e dello Strasburgo.
Nel 2005 viene acquistato dagli spagnoli del Barcellona. Comincia l'esperienza catalana in Segunda División B, nel Barcellona B, la seconda squadra azulgrana. Nella stagione 2005/06 totalizza due presenze in campionato con il Barcellona A, senza però venire incluso nella rosa per la Champions League 2006, poi vinta.
Nell'estate 2006 Sylvestre è stato ceduto allo Sparta Praga, la più titolata squadra ceca. Solo verso la metà della stagione 2006/07 si è affermato nell'undici titolare. Con lo Sparta ha conquistato già al primo anno il double campionato-coppa nazionale.

## Palmarès

### Club

#### Competizioni nazionali
- Campionato spagnolo: 1

Barcellona: 2005-2006
- Campionato ceco: 1

Sparta Praga: 2006-2007
- Coppa della Repubblica Ceca: 1

Sparta Praga: 2006-2007